# NK Pomorac 1921
El NK Pomorac 1921 es un equipo de fútbol de Croacia que juega en la 1. ZNL, la cuarta división de fútbol en el país.

## Historia
Fue fundado en el año 1921 en suburbio de Kostrena en Rijeka con el nombre NK Pomorac Kostrena, el cual significa marinero y pasó desapercibido dentro del fútbol de la desaparecida Yugoslavia. 
Tras la independencia de Croacia en 1991, el club jugaba en la Treca HNL (tercera categoría) hasta que en la temporada 1995/96 logra el ascenso a la Druga HNL. En la temporada de 2000/01 logra el ascenso a la Prva HNL por primera vez en su historia, y en su temporada de debut termina en séptimo lugar en la temporada 2001/02 y llegaron a las semifinales de la Copa de Croacia.
En octubre de 2014 el club se ve obligado a cerrar operaciones a causa de problemas financieros, por lo que desaparece tras 93 años de existencia, pero un mes después la institución es refundada con su nombre actual.

## Palmarés
- Treća HNL – Oeste (2): 1995–96, 1998–99